# Trachyneta jocquei
Trachyneta jocquei är en spindelart som beskrevs av Merrett 2004. Trachyneta jocquei ingår i släktet Trachyneta och familjen täckvävarspindlar.
Artens utbredningsområde är Malawi. Inga underarter finns listade i Catalogue of Life.